# Три сестры (монумент)
Три Сестры (Монумент Дружбы) — монумент на стыке границ Беларуси, России и Украины. Торжественно открыт 3 мая 1975 года в честь дружбы белорусского, русского и украинского народов.

## Композиция
Расположен на холме на тройном пограничном стыке. Состоит из трёх пилонов, увенчанных гербами БССР, РСФСР, УССР и опоясанных широким бронзовым кольцом. На барельефах изображены страницы общей истории трёх славянских народов.
Вокруг монумента устроена дорожная развязка треугольной формы в месте примыкания автодорог из трёх стран. Внутри развязки обустроен парк с аллеями, обсаженными берёзами, елями и тополями.

## История
Монумент создавали представители трёх смежных областей — Гомельской, Брянской, Черниговской. Был проведён межобластной конкурс на лучший проект памятника. Первое место за лучший проект было присуждено Л. А. Стукачеву из Гомельской области. В разработке окончательного варианта участвовали гомельский инженер В. Г. Максимович и черниговский архитектор А. Г. Меженный. Барельефы выполнили киевские скульпторы Б. Е. Климушко и Е. Е. Горбань. Также принимал участие Брянский машиностроительный завод.
В 2019 году белорусской стороной была произведена реконструкция монумента и благоустройство прилегающей территории.

## Мероприятия
Ежегодно, начиная с 1975 года, в последнюю субботу июня у монумента проходил Международный фестиваль славянских народов «Славянское единство». В 2016 году данный праздник впервые не проводился, в 2017 году был проведён в российском городе Клинцы, расположенном примерно в 100 км от монумента, а в 2018 году — в белорусском городе Ветка.
В 2015 и 2016 году проходил летний забег «Три сестры», организованный российским ультрамарафонцем Дмитрием Ерохиным. Спортсмены из трёх приграничных стран в разное время стартовали из трёх столиц — Киева, Минска и Москвы — с тем, чтобы одновременно достичь мемориала.

## Граница
Автомобильные пункты пропуска (МАПП) на стыке государственных границ вблизи монумента и основные направления автодорог:
- Беларусь: МАПП «Веселовка» (Добрушский район Гомельской области) — на Гомель;
- Россия: МАПП «Новые Юрковичи»[8][9] (Климовский район Брянской области) — на Клинцы, Брянск;
- Украина: МАПП «Сеньковка» (Черниговский район Черниговской области) — на Чернигов.